# Bojevniki Kull
Bojevniki Kull so v znanstvenofantastični nanizanki Zvezdna vrata Anubisova vojska. To so genetsko izdelani vojaki, z veliko uničevalno močjo in so praktično nepremagljivi, dokler Carterjeva ne razvije protiorožja.